# Anatoli Kusmitsch Grischin
Anatoli Kusmitsch Grischin (russisch Анатолий Кузьмич Гришин; * 8. Juli 1939 in Moskau, Russische SFSR; † 14. Juni 2016 ebenda) war ein sowjetischer Kanute aus Russland.

## Karriere
Bei den Olympischen Spielen 1964 in Tokio gehörte Anatoli Grischin neben Mykola Tschuschykow, Wjatscheslaw Ionow und Wolodymyr Morosow zum sowjetischen Aufgebot im Vierer-Kajak. Auf der 1000-Meter-Strecke zog die sowjetische Mannschaft nach einem zweiten Platz im Vorlauf und einem Sieg im Halbfinallauf ins Finale ein. Dieses schloss sie mit einer Rennzeit von 3:14,67 Minuten vor den Mannschaften aus Deutschland und Rumänien auf dem ersten Platz ab und wurde damit Olympiasieger.
Weitere Erfolge erzielte Grischin auch bei Weltmeisterschaften. 1963 belegte er in Jajce mit Mykola Tschuschykow im Zweier-Kajak den dritten Platz über 1000 Meter. 1966 wurde er im Vierer-Kajak in Berlin Weltmeister. Bereits 1961 belegte er bei den Europameisterschaften in Posen im Vierer-Kajak sowohl über 1000 Meter als auch über 10.000 Meter den zweiten Platz. Einen dritten Platz belegte er 1965 in Bukarest im Vierer-Kajak auf der 10.000-Meter-Strecke. Bei den Europameisterschaften 1967 in Duisburg schloss Grischin den Wettbewerb im Vierer-Kajak über 1000 Meter auf Rang zwei ab und sicherte sich über 10.000 Meter den Titelgewinn. 1969 wurde er mit dem Vierer-Kajak in Moskau über 1000 Meter Dritter.